# Tri brata (Riga)
Tri brata je primjer srednjovjekovne stambene zgrade u Rigi - tri zgrade koju su postavljene na veoma malom komadu zemlje. 

## Povijest
Fasade i interijeri su školski primjer gradnje tog vremena. Maza Pils 17 je najstarija kuća od kamena u Rigi (kraj 15. početak 16. stoljeća), i njen jedinstven dimnjak je očuvan do današnjih dana. Ona je rezultat dobre trgovinske suradnje s nizozemskim trgovcima pa odtud i stil zgrade. Fasada ima stepenast stil i gotičke niše. Zgrada na broju 19 sagrađena je 1646. godine dok je broj 21 izgrađen u kasnom 17. stoljeću. Na jednom od dvorišnih zidova nalazi se najstariji sačuvani grb Rige.